# Certificado
Este artículo se refiere al certificado como tipo de texto tradicional. Para el certificado en el ámbito digital, véase certificado digital, para 'carta certificada', véase correo certificado.
El certificado es un documento escrito, burocráticamente empleado para constatar un evento institucionalmente oficiado. En el proceso de solicitud de un puesto de trabajo, en especial si se trata de una institución oficial, los certificados son fundamentales para demostrar la formación y la experiencia. Es un documento escrito  que se produce normalmente a instancias de quien lo recibe, y por una persona con autoridad suficiente dentro de la institución para establecer que se ha cumplido con lo afirmado en el documento. Si llegara a haber alguna irregularidad o falsedad en lo declarado, puede ser penado por la ley.